# Sauge
Sauge é uma comuna da Suíça, situada na região administrativa de Jura Bernense, no cantão de Berna. Tem 13,47 km² de área e sua população em 2018 foi estimada em 815 habitantes.
Foi criada em 1 de janeiro de 2014, após a fusão das antigas comunas de Plagne e Vauffelin.